# Грамотеино (деревня)
Грамоте́ино — деревня в составе Беловского городского округа Кемеровской области России. 

## Население
| 2010 |
| ---- |
| 1557 |

Национальный и гендерный состав
По данным Всероссийской переписи населения на 2010 год, в деревне проживало  1557 человек (718 мужчин и 839 женщин,  46,1 и 53,9 %% соответственно).

## Транспорт
Автодорога местного значения 32К-2